# Kiril Rakarov
Kiril Rakarov   (Pavlikeni, 24 de maig de 1932 - Sofia, 25 d'agost de 2006) fou un futbolista búlgar de la dècada de 1950.
Fou 58 cops internacional amb la selecció búlgara amb la qual participà en la Copa del Món de Futbol de 1962.
Pel que fa a clubs, defensà els colors de CSKA Sofia.